# Pascal Baills
Pascal Baills (* 30. Dezember 1964 in Perpignan) ist ein ehemaliger französischer Fußballspieler. Er absolvierte ein Spiel für die französische Nationalmannschaft.

## Karriere
Baills begann das Fußballspielen in seiner Heimatstadt Perpignan, wechselte aber früh zum HSC Montpellier. Seit der Saison 1983/84 spielte er für Montpellier in der zweiten Liga und konnte sich dort schnell etablieren. Während er in seiner ersten Saison auf zwölf Einsätze kam, waren es im zweiten Jahr bereits 27. Im Jahr 1987 gelang der Aufstieg in die erste Liga. In der folgenden Saison erreichte die Mannschaft den dritten Platz in der ersten Liga, Baills spielte in dieser Saison 35 Mal. Zur Erfolgsmannschaft zählten auch Spieler wie Laurent Blanc, Abdelkader Ferhaoui und Carlos Valderrama. Der dritte Platz berechtigte zur Teilnahme am UEFA Cup in der nächsten Saison. 1990 gelang der Mannschaft der Gewinn des französischen Pokals durch einen 2:1-Finalerfolg gegen Racing Paris. Am 30. März 1991 wurde Baills in der Nationalelf eingesetzt. In einem Qualifikationsspiel gegen Albanien zur EM 1992 wurde er in der 56. Minute eingewechselt. Im selben Jahr wechselte er zu Olympique Marseille, dem amtierenden französischen Meister. Dort erwies sich allerdings, dass er der Konkurrenz, bestehend aus Jocelyn Angloma, nicht gewachsen war. Er wurde zum Reservisten und verließ Marseille nach nur einer Saison wieder. Auf diese Weise kam er zu einem Einsatz in der Champions League, außerdem wurde er 1992 französischer Meister mit Marseille. Auch weil ihn sein Trainer als chose (französisch für Sache) bezeichnete, entschied er sich zu einem Wechsel zu Racing Straßburg. Nach drei Jahren im Elsass kehrte er 1995 zu seinem Heimatklub Marseille zurück. Dort waren die goldenen Zeiten mittlerweile abgelaufen und der Verein kämpfte um den Verbleib in der ersten Liga. In seiner letzten Saison kam Baills kaum noch zum Einsatz und war von Verletzungen geplagt. 2000 entschied er sich zum Karriereende. Baills absolvierte insgesamt 385 Spiele in der ersten Liga und erzielte dabei neun Tore. 2007 war er nach der Entlassung von Jean-François Domergue Interimscoach in Montpellier. Von 2002 bis 2003 war er bereits Co-Trainer gewesen, zu welchem er 2009 erneut wurde.